# علي العابدية
علي باشا صالح العابدية (1890 الكفرة – 1966 طرابلس) سياسي وسفير ليبي والرئيس السابق لمجلس الشيوخ لليبي (1954 – 1956 م)، منحت له السلطات العثمانية لقب الباشاوية، ومنحه السلطان عبدالحميد لقب "علي باشا".

## السيرة
وُلد علي صالح العابدية في واحة الكفرة سنة 1890م، كان والده واحدًا من المجاهدين الذين شاركوا مع محمد المهدي السنوسي في جهاد ضد الاستعمار الفرنسي في أفريقيا، وقد أمضى فترة من الزمن في تشاد. قُتل الوالد في معركة الكفرة في يناير/كانون الثاني عام 1931، جنبًا إلى جنب مع الشيخ سليمان بومطاري. عاش علي العابدية وتربى في حضن الزوايا السنوسية، حيث انخرط في أدوار متنوعة في الساحة السياسية. عمل بجانب أحمد الشريف والسيد إدريس المهدي، وشغل مواقع مهمة في تلك الأوقات.
رافق العابدية إدريس السنوسي في رحلته إلى أداء مناسك الحج في عام 1913م، انطلقت الرحلة من الكفرة في اليوم الرابع من شهر شوال الموافق أغسطس/أب عام 1913، وكان بصحبة العابدية، محمد التواتي والحاج فرج، وهم من الشخصيات المرافقة لإدريس السنوسي في هذه الرحلة. كان هناك أيضًا مشايخ زوايا سنوسية، وثلاثة من الخدم، بما في ذلك شخص سوداني.
شارك سنة 1916 في مفاوضات الزويتينة بين المجاهدين الليبيين والحكومة الإيطالية هذه المفاوضات شارك فيها البريطانيون إلى جانب المفاوض الليبي والطرف الإيطالي. وقد جاء في كتاب الحركة السنوسيّة لعلي الصلابي عن مشاركة العابدية في مفاوضات الزّويتينة ما يلي : «. كان الوفد الانجليزي قد جاء بطريق البحر من القاهرة إلى بنغازي للاجتماع بالوفد الإيطالي الذي كان مكوناً من الكولونيل بيلا، والكومانداتور بياجنتيني، ومترجمهم، ولم يطل الوفد الإقامة في بنغازي، بل، سافر إلى الزّويتينة بيخت خاص، فوافاهم إليها السّيِّد إدرْيس من إجدابيا، وكان من بين من معه: (علي باشا العابدية)».
كان العابدية من ضمن كبار المجاهدين الذين أشرفوا على معسكرات المجاهدين خلال توزيع مجاهدي برقة على سبعة معسكرات في ما عرف بـ "الأدوار". في العام 1917م «. كانت معسكرات (أدوار) المجاهدين الرئيسة في برقة سبعة معسكرات، وفيما كان على باشا العابدية يشرف على معسكري (إجدابيا والشليميظة) والسّيّد صفي الدّين السُّنوُسي يشرف على معسكرات (مراوة وخَوَلان وعكرمـة)، وكان السّيّد عمر المختار يتولى الإشراف على معسكري (الأبيـار وتاكنـس). وكثيراً ما قام الأمير إدرْيس السُّنوُسي، فضلاً عن ذلك، بتكليف عمر المختار بمهام اتصالية مختلفة..».
بعد تشكيل حكومة إجدابيا سنة 1917 المنبثقة عن اتفاقية عكرمة تولى علي العابدية منصب متصرف أجدابيا في نوفمبر/ تشرين الثّاني 1920م، وبصفته عضواً بحكومة إجدابيا رافق إدريس السُّنوُسي في رحلته إلى روما ضمن وفد مشكل من بعض أعضاء الحكومة.
رافق العابدية الشيخ عمر المختار في العديد من الرحلات التفقدية داخل الوطن، بهدف مراجعة أحوال المجاهدين ومتابعة سير المواجهات مع الاستعمار الإيطالي. وكان بصحبته عندما التقى المختار بالأمير إدريس السنوسي في مصر. في ظل هذا السياق، وفي السادس من مارس/آذار عام 1923م، وبينما كانت القوات الإيطالية تعد لإعلان الحرب من جديد على المجاهدين في برقة، والاستيلاء على منطقة "الأدوار المختلطة" والدور السنوسي في "خوَلان"، كان عمر المختار قد وصل إلى مصر برفقة علي باشا العابدية ليلتقي الأمير إدريس ويطلعه على تطورات الأوضاع في البلاد، تناقش المشاركون حول وضع خطة جديدة لمواجهة التهديد الإيطالي. واتفق أيضًا على أن يكون الحاج التواتي البرعصي وسيطًا للاتصال بينهما. بعد الاجتماع، عاد المختار وعلي باشا العابدية إلى برقة وحمل المختار كتابًا من الأمير إدريس إلى الرضا المهدي السنوسي، الوكيل العام للأمير، مُؤكدًا فيه أن قيادة المجاهدين ستظل في يد عمر المختار.

### هجرته
بعد استشهاد شيخ الشهداء عمر المختار سنة 1931 هاجر إلى مصر و لكنه اضطر إلى مغادرتها بعد تضييق السلطات الإنجليزية عليه وتخييره بين المغادرة أو الاعتقال فقرر الهجرة من مصر إلى الأردن حيث استقبله الأمير عبد الله الأول بن الحسين الذي كان أميرا وقتها على إمارة شرق الاردن الذي منحه بناءً على طلب علي العابدية أرضا في منطقة المفرق

### تأسيس بلدية المفرق الأردنية
قام علي العابدية و معه 20 من المجاهدين الليبيين بتأسيس بلدية المفرق سنة 1945 بعد اجتماع ضم العائلات العشرين التي كانت تقطن المنطقة و كلف الأمير عبد الله الأول السيد علي العابدية برئاسة البلدية حيث كان المجلس البلدي يضم كل من :
- علي العابدية رئيسا للبلدية
- محمد الأوجلي نائبا للرئيس
- يوسف لطفي عضو
- عيسى المنصور عضو
- محمد سليم عيسى عضوا
- علي أبو رمان عضوا

استمر علي العابدية رئيسا للبلدية حتى 15 ديسمبر 1951

### عودته إلى ليبيا
عاد إلى ليبيا بعد الإستقلال بدعوة من الملك إدريس السنوسي، عُيّن عضوا بمجلس الشيوخ الليبي ثم أُنتخب يوم 15 أكتوبر 1954م رئيساً لمجلس الشّيوخ خلفاً لعمر باشا منصور، واستمر في منصبه حتى 25 مارس 1956 ميلادي، وبعد خروجه من مجلس الشّيوخ، عينه الملك إدريس السنوسي سفيرا للمملكة الليبية لدى المملكة العربية السعودية، واستمر في منصبه بضعة سنوات.

## وفاته
توفي في مستشفى الملاحة بالعاصمة طرابلس سنة 1966،وكان الملك إدريس السنوسي قد زاره في المستشفى أثناء فترة تلقيه للعلاج، ودفن في مدينة إجدابيا أحد مراكز قبيلة الزوية التي ينتمي لها السيد علي العابدية.

## الحياة الشخصية
لدى علي العابدية أربعة أخوة هم: يونس، عبدالحميد، بشير، ومحمد. . تزوج ثلاث مرات، الزوجة الأولى من قبيلة البراعصة في مدينة البيضاء، والزوجة الثانية من الأردن، وقد كان زواجه منها قصيرًا، وأخيرًا تزوج في عام 1947 من سيدة أردنية من أصل سوري، وهي السيدة "فائزة البيطار"، وتنتمي إلى عائلة معروفة في بلاد الشام. وقد تزوجت اثنتان من أخواتها من ليبيين، الأولى من السنوسي شمسة، والثانية من محمد بن يونس.
من زيجات علي العابدية أنجب عددًا من الأبناء، وهم:
- فتحي العابدية : وُلد في عام 1921م في الكفرة جنوب ليبيا، وتوفي في بنغازي في 6 نوفمبر/ تشرين الثاني 2008م.[ج]
- سهيل: توفي في عام 2005م.
- إدريس: كان ضابطًا في الجيش وتوفي في عام 1957م.
- نبيل: وُلد في المفرق في الأردن عام 1948م، وتوفي في عام 1982م.
- محمد الملقب بـ "حمودة".
- قيس العابدية: لاعب في نادي الهلال[7] والمنتخب الوطني لكرة السلة في الستينيات والسبعينيات.
- خالد.

كما أن لديه أربع بنات، ومنهم من تزوجن من أحمد امبارك السوسي، فخري العنيزي، علي جبريل الكبتي.

## الملاحظات
1. ↑   تولى سنة 1917 دور المجاهدين في ( أجدابيا و الشليظيمة )[4]
2. ↑  أوّل حكومة وطنيّة (حكم ذاتي). تشكلت الحكومة في مركز الإمارة بإجدابيا.، كان ضمن أعضاء الحكومة: عمر المختار نائباً للمنطقة الغربيّة، علي باشا صالح العابدية متصرفاً لإجدابيا، محمود بوهدمة عميداً للبلدية، حسن الغرياني (رئيساً لقسم المحاسبة، محَمّد علي بن شفيع رئيساً لقسم الجمارك، الشّارف باشا الغرياني قائداً للجيش.
3. ↑  شغل منصب وكيل الدّيوان الملكي في بنغازي ثمّ سكرتيراً خاصّاً للملك إدريس السنوسي لعدة سنوات ثمّ وزيراً مفوضاً ثمّ سفيراً لليبَيا لدى الولايات المتحدة الأمريكيّة، وبقي في هذا المنصب حتى انقلاب سبتمبر/ أيلول 1969م